# Presbistus flavicornis
Presbistus flavicornis är en insektsart som först beskrevs av Haan 1842.  Presbistus flavicornis ingår i släktet Presbistus och familjen Aschiphasmatidae. Inga underarter finns listade i Catalogue of Life.